# María Ólafsdóttir
María Ólafsdóttir, často jen María Ólafs (* 2. února 1993 Blönduós) je islandská zpěvačka. Jejím největším hitem je píseň „Unbroken“ (známá také v islandsky zpívané verzi „Lítil skref“) z roku 2015, která se umístila v čele islandské hitparády. María Ólafsdóttir s ní také vyhrála soutěž Söngvakeppni Sjónvarpsins na televizní stanici Ríkisútvarpið a reprezentovala Island na Eurovision Song Contest 2015 ve Vídni, kde ji doprovázela Hera Björk Þórhallsdóttir – nepostoupila však ze semifinálového kola. Vydala další singly Hold My Hand a Baby Take The Wheel, vystupovala rovněž jako herečka v Městském divadle v Reykjavíku.